# Гибель птиц на ЛЭП

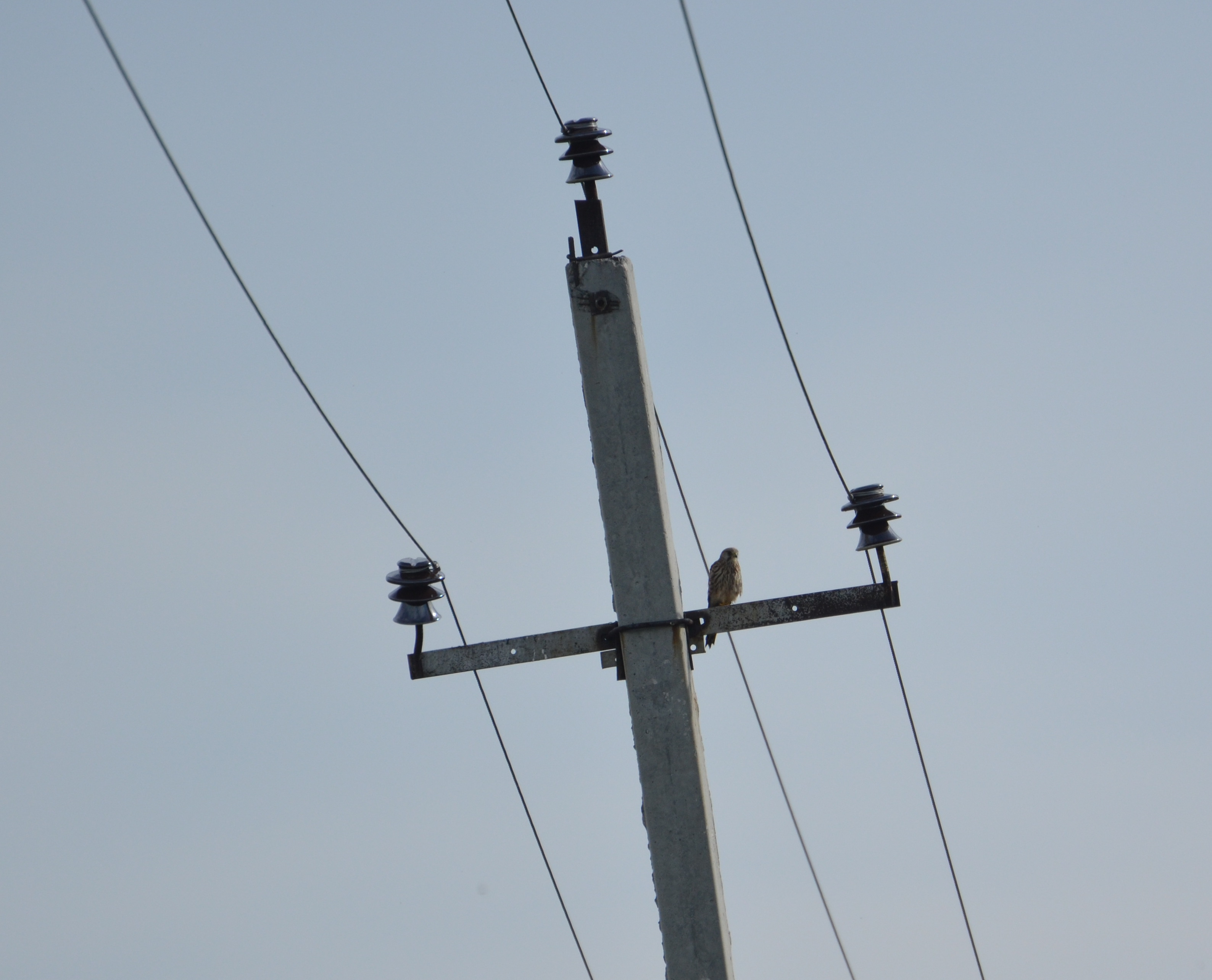
Птицеопасная ЛЭП. На траверсе сидит пустельга.

Гибель птиц от поражения электрическим током на воздушных линиях электропередачи — распространённое явление.

## Особенности птицеопасных ЛЭП

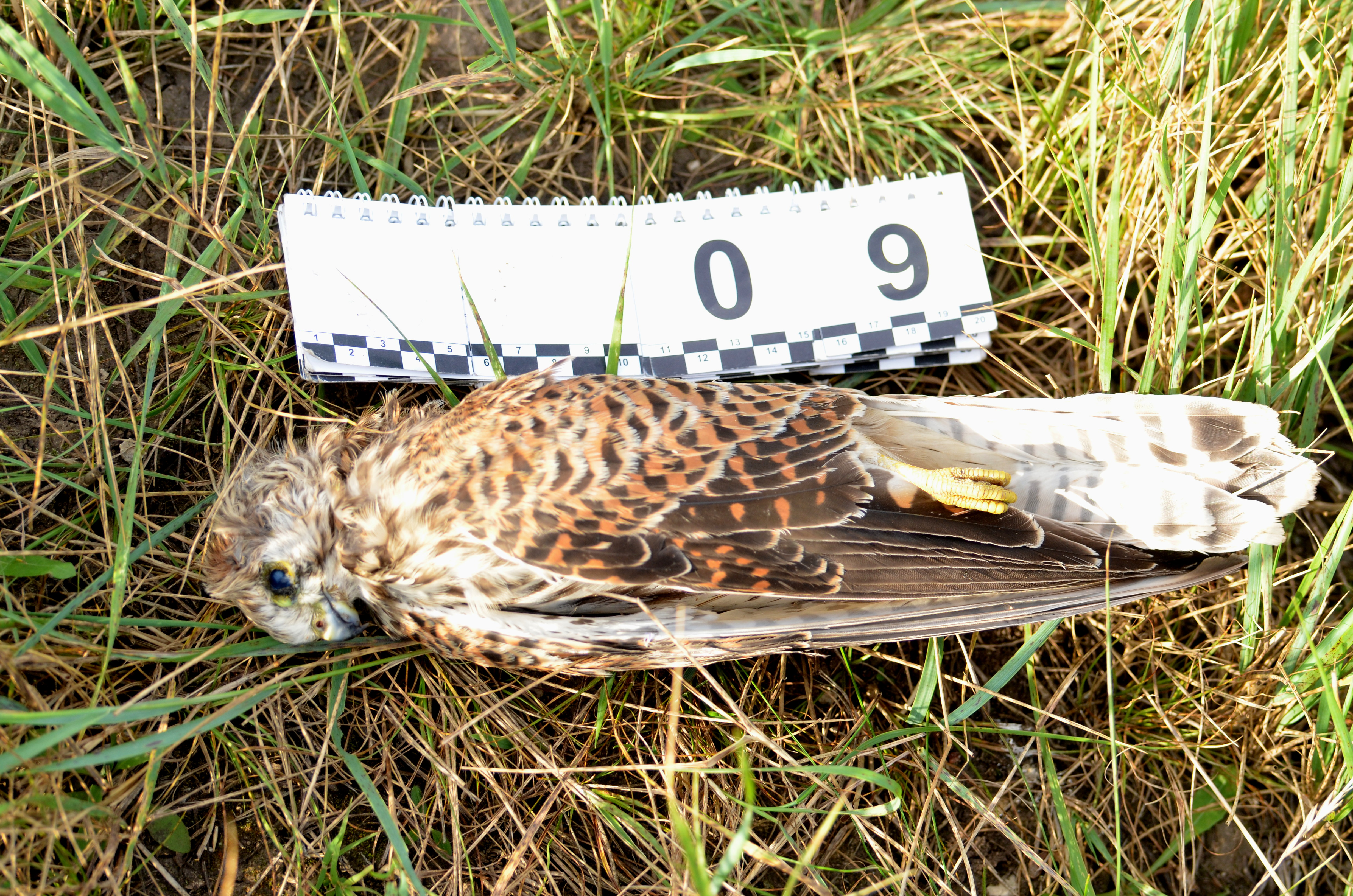
Обыкновенная пустельга, погибшая на ЛЭП

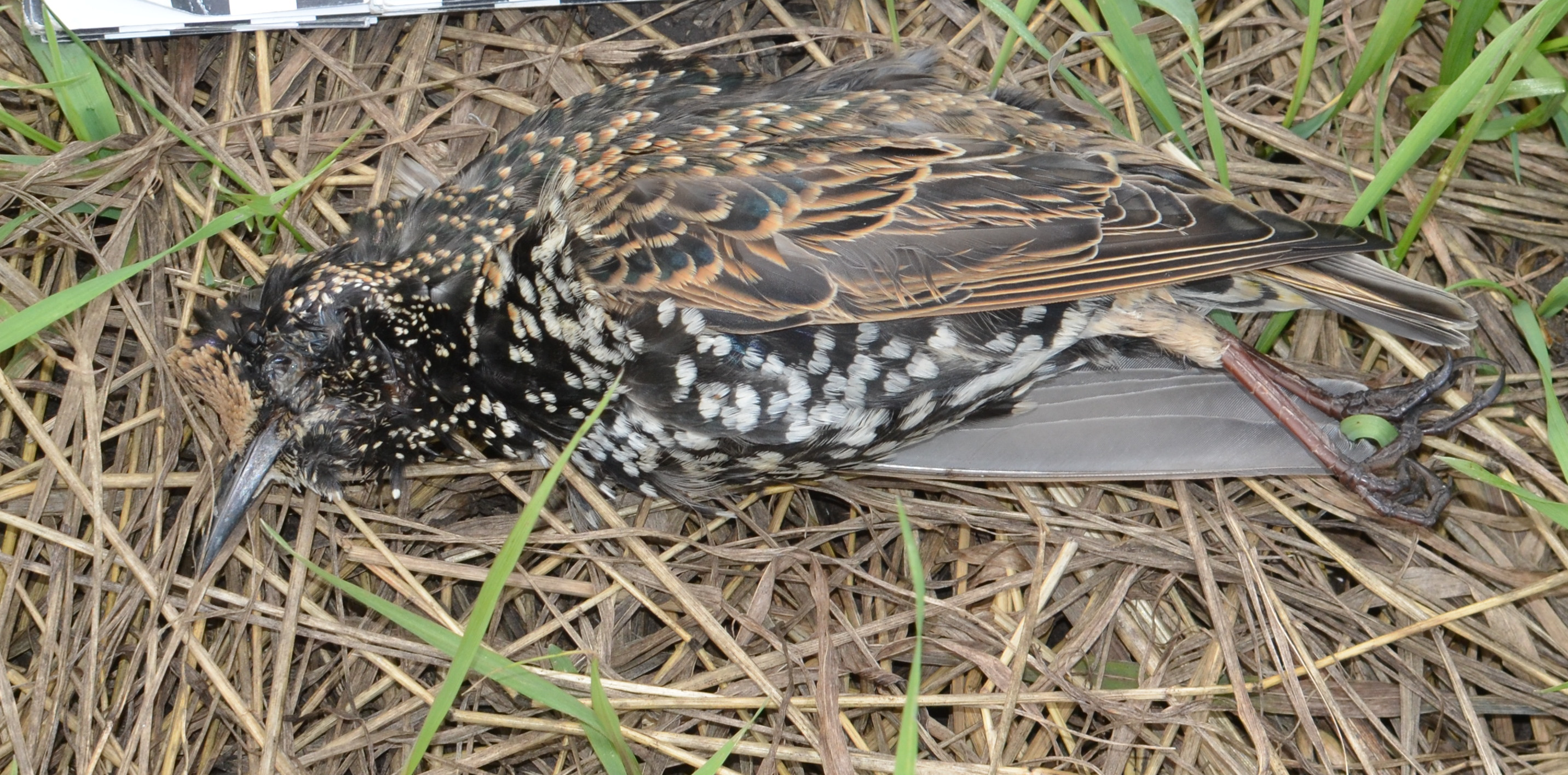
Скворец, погибший на ЛЭП

Чаще всего птицы гибнут на ЛЭП напряжением 6—10 кВ (иногда до 35 кВ) на железобетонных опорах. Это связано с особенностями конструкции таких ЛЭП. В верхней части железобетонной опоры находится горизонтальная металлическая перекладина — траверса, приваренная к арматуре внутри опоры или соединенная болтовым соединением (и таким образом заземлённая). К траверсе прикреплены изоляторы, на которых держатся неизолированные провода. Птица может сесть на провод и коснуться траверсы (или наоборот), что приводит к поражению током и гибели.
Иногда погибшая птица застревает между проводом и траверсой, что вызывает постоянное замыкание провода на землю и приводит к отключению линии.
ЛЭП более высоких напряжений, как правило, менее опасны для птиц, так как у них больше расстояние между проводами и заземлёнными элементами.

## Виды, находящиеся под угрозой
Обычно на ЛЭП гибнут птицы размером с ворону и крупнее (размеры которых достаточны, чтобы коснуться одновременно провода и траверсы), но бывают случаи гибели и более мелких птиц (например, скворцов). По-видимому, это происходит, когда они сидят плотной группой (например, во время дождя). Наибольшую же угрозу ЛЭП представляют для хищных птиц, которые имеют достаточно крупные размеры и нуждаются в высотных присадах для высматривания добычи. В степных местностях столбы ЛЭП часто являются единственными присадами, что и привлекает к ним пернатых хищников.
Гибель на ЛЭП является второй по влиянию угрозой существованию птиц-падальщиков.

## Меры по защите птиц

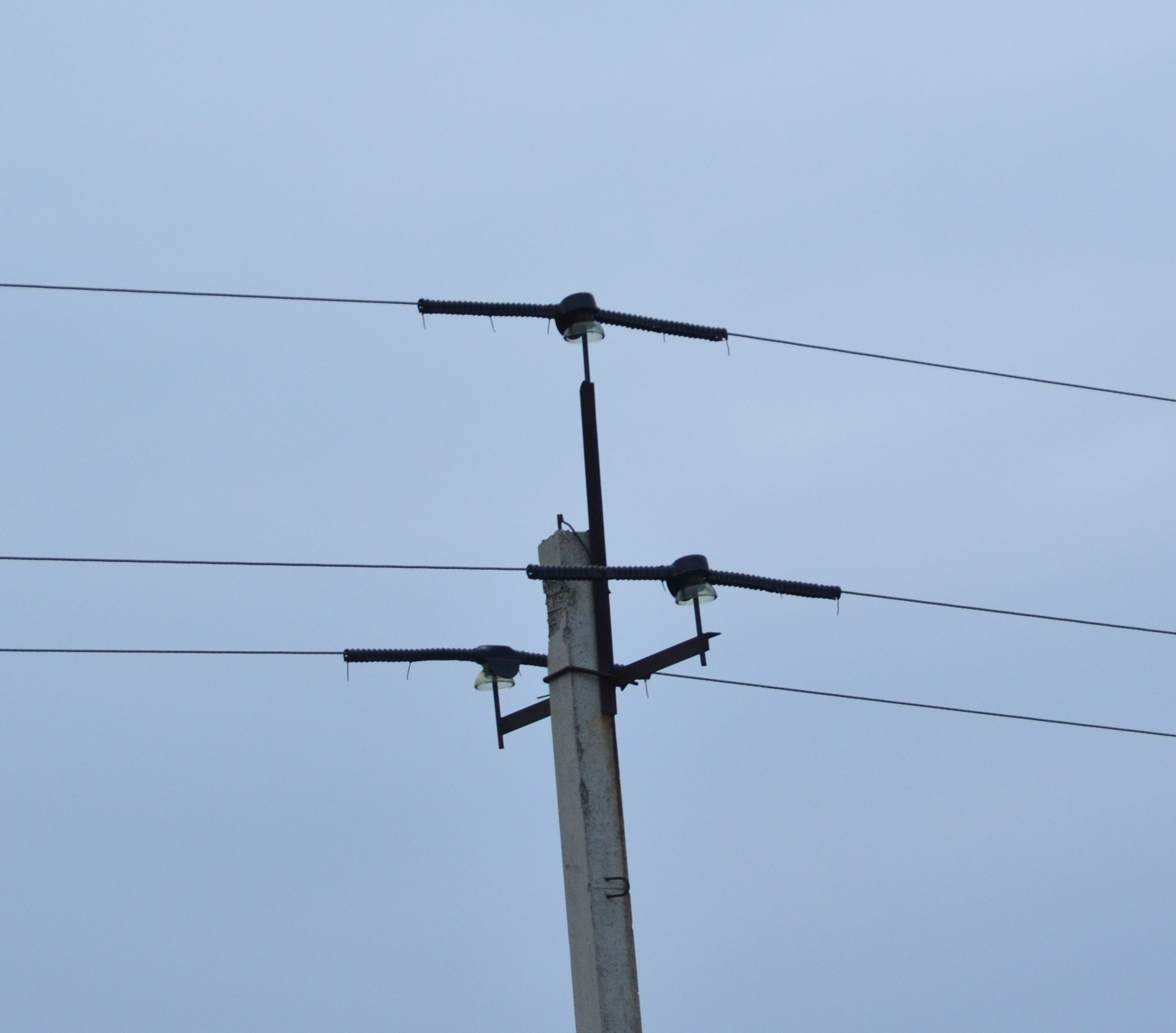
ЛЭП, оборудованная птицезащитным устройством

Для защиты птиц от поражения током применяются птицезащитные устройства (ПЗУ). В наиболее действенном варианте ПЗУ представляет собой колпак из изолирующего материала, закрывающий изолятор и участки провода по сторонам от него.
Эффективной мерой является также использование самонесущего изолированного провода.
Делались попытки устанавливать для защиты птиц изолированные насесты в виде штыря на траверсе с холостым изолятором на конце, расположенным выше основного изолятора, чтобы птица садилась на него. Однако в течение нескольких лет изолятор, не стянутый проводом, трескается и падает. В результате остается заземлённый металлический штырь, который только увеличивает вероятность гибели птиц.

## Ответственность эксплуатантов ЛЭП
В России в соответствии со ст. 28 и 56 закона «О животном мире» эксплуатанты ЛЭП несут ответственность за гибель птиц на принадлежащих им линиях и обязаны принимать меры по её предотвращению. На практике большинство ЛЭП с бетонными опорами в России на данный момент[когда?] не оборудованы птицезащитными устройствами. Дополнительным негативным фактором является постепенная замена относительно безопасных для птиц деревянных столбов ЛЭП напряжением 6—10 кВ бетонными столбами, вызванная их большей долговечностью.

## Гибель птиц на ЛЭП в Казахстане
Ежегодно в Казахстане на воздушных линиях электропередачи гибнут десятки тысяч птиц. Общая протяжённость воздушных линий средней мощности (6-10 кВ), которые наиболее опасны для птиц, – 80 тысяч км. Не менее ⅓ всех опор, используемых на общей протяжённости воздушных линий средней мощности, представлены деревянными бестраверсными опорами, которые считаются относительно безопасными для птиц. Эксперты ОФ "Центр изучения и сохранения биоразнообразия", который продвигает использование птицезащитных решений в казахстанской энергетике, считают наиболее перспективными следующие решения:
- использование подземных кабельных линий;
- воздушные линии с бестраверсными деревянными или композитными опорами;

- подвесная изоляция с расстоянием между проводом и траверсой не менее 1 м.[5]